# Feed Me Weird Things
Feed Me Weird Things — дебютный студийный альбом британского электронного и джазового музыканта Тома Дженкинсона, более известного как Squarepusher, вышедший в 1996 году.

## Об альбоме
Запись насыщена музыкальными элементами, заимствованными из джаза, брейкбита и других жанров.
На оборотной стороне коробки CD-издания содержится краткая информация об артисте, которая написана неким PRichard.D.Jams. Очевидно сходство данного псевдонима с именем Ричард Ди Джеймс. Вероятно, заметку написал именно он, будучи одним из основателей лейбла Rephlex Records.

## Список композиций
1. «Squarepusher Theme» — 6:20
2. «Tundra» — 7:55
3. «The Swifty» — 5:20
4. «Dimotane Co» — 4:54
5. «Smedleys Melody» — 2:33
6. «Windscale 2» — 6:35
7. «North Circular» — 6:08
8. «Goodnight Jade» — 2:45
9. «Theme From Ernest Borgnine» — 7:55
10. «U.F.O.'s Over Leytonstone» — 6:39
11. «Kodack» — 7:14
12. «Future Gibbon» — 2:18